# Melolonthini
Melolonthini — триба пластинчатоусых жуков из подсемейства Хрущи.

## Описание
Крупные  жуки длиной 16—41 мм, с  выпуклым сверху, овальным продолговатым телом, которое сзади иногда несколько расширяется, особенно у самок.
Голова средних размеров, направлена вперед. Верхние челюсти небольшие. Глаза хорошо развиты, округлой формы. Усики 10-члениковые, у самцов с 4—7-члениковой, у самки — с 4—6-члениковой булавой.
Пластинки булавы прямые или изогнутые, у самцов некоторых родов (Polyphylla) сильно развитые, крупнее самой головы.
Надкрылья всегда развитые, удлиненные, полностью прикрывают крылья, обычно с 4 продольными рёбрами, которые часто бывают ослаблены до почти полного исчезновения.
Ноги умеренной длины или довольно короткие. Передние тазики ног с острым килем перед внутренним концом. Передние голени на наружном крае имеют 1—3 зубца, на внутреннем — со шпорой или без неё.
Окраска — от чёрной, бурой, рыжей до бледно-желтой. Металлический блеск бывает редко, например у некоторых Melolontha переднеспинка со слабым металлическим отливом. Тело у многих видов сверху покрыто многочисленными волосками и чешуйками различной, преимущественно светлой окраски, образующими пятна или продольными полосы, составляющие характерный рисунок, иногда густо покрывают всё тело, скрывая его основной фон.
Половой диморфизм выраженный. Самки обычно крупнее и массивнее самцов, однако различия в размере не особенно значительны. Усики у самцов длиннее, с более крупной и развитой булавой.

## Систематика

### Перечень родов
- Allothnonius (Britton, 1978)
- Amphimallon (Berthold, 1827)
- Anoxia (Laporte de Castelnau, 1832)
- Antitrogus (Burmeister, 1855)
- Dermolepida (Arrow, 1941)
- Holorhopaea (Britton, 1978)
- Hypolepida (Britton, 1978)
- Lepidiota (Kirby, 1828)
- Megacoryne B(ritton, 1987)
- Megarhopaea (Britton, 1978)
- Майские хрущи (Melolontha) (Fabricius, 1775)
- Metatrogus (Britton, 1978)
- Microrhopaea (Lea, 1920)
- Nanorhopaea (Britton, 1978)
- Othnonius (Olliff, 1891)
- Pararhopaea (Blackburn, 1911)
- Мраморные хрущи (Polyphylla) (Harris, 1841)
- Pseudholophylla (Blackburn, 1911)
- Rhopaea (Erichson, 1847)
- Zietzia (Blackburn, 1894)